# Vierkant

Vierkant

Vierkant verdeeld in vierkanten met heeltallige zijden die onderling verschillend zijn, gepubliceerd in 1939.

In de meetkunde is een vierkant een regelmatige veelhoek met vier gelijke zijden en vier rechte hoeken tussen die zijden.
Een vierkant kan ook gekarakteriseerd worden als
- een ruit waarvan een hoek recht is. De andere drie hoeken zijn dan noodzakelijk ook recht.
- een rechthoek waarvan alle zijden even lang zijn.

Een kubus heeft zes zijvlakken, die elk de vorm van een vierkant hebben.

## Eigenschappen
- Van een vierkant met zijde {\displaystyle a} is
  - de oppervlakte {\displaystyle a^{2}}
  - de omtrek {\displaystyle 4a}
  - de lengte van de diagonaal {\displaystyle {\sqrt {2}}\cdot a}
  - de straal van de omgeschreven cirkel {\displaystyle {\tfrac {1}{2}}a{\sqrt {2}}}
- De overstaande zijden van een vierkant zijn evenwijdig.
- De beide diagonalen van een vierkant zijn even lang, ze staan loodrecht op elkaar, delen de hoeken middendoor en snijden elkaar in het midden.
- Twee vierkanten zijn congruent als een zijde van de een gelijk is aan een zijde van de ander of als elk een diagonaal heeft gelijk aan die van de ander.
- Een vierkant is zowel een koordenvierhoek als een raaklijnenvierhoek.
- Van alle rechthoeken met dezelfde omtrek heeft het vierkant de grootste oppervlakte.

## Symmetrie
Symmetrie: dihedrale groep {\displaystyle D_{4}}, met algebraïsche structuur {\displaystyle \mathrm {Dih} _{4}}
- Een vierkant heeft vier symmetrieassen: twee door het midden van elk paar overstaande zijden en ook zijn de diagonalen symmetrieassen.
- Een vierkant is rotatiesymmetrisch over 90°, 180° en 270°.

## Speciale vierkanten
- Een magisch vierkant is een vierkant schema waarin getallen zodanig zijn ingevuld dat de kolommen, de rijen en de beide diagonalen alle dezelfde som opleveren.
- In het schaakspel is het vierkant een hulpmiddel om snel te bepalen of de koning kan voorkomen dat een vrijpion promoveert.
- In de typografie is een vierkantje (daar ook kwadraat genoemd) een spatie met een dikte (breedte) die gelijk is aan de dikte van het gebruikte korps.
- Een vierkant gat met slechts iets afgeronde hoeken is te maken met een boor op basis van een reuleaux-driehoek.

## Taalkundig
Het woord 'vierkant' kan behalve als zelfstandig naamwoord, ook bijvoeglijk worden gebruikt, met de facto dezelfde betekenis, zoals in de zin "Zwitserland heeft een vierkante nationale vlag."
Een vierkante vorm wordt bij een gebouw of zaalopstelling soms aangeduid als 'carré'. Voorbeelden zijn de carré als slagorde en de carréboerderij of vierkantshoeve. Het woord kwadraat, afgeleid van het Latijnse quadrātum ‘vierkant, kwadraat’ wordt wel als synoniem van vierkant gebruikt, zoals in kwadraatzuur en vroeger ook wel in maten: een vierkante voet, een vierkante mijl. 

## Symboliek
Het vierkant en de verwante kubus staan voor het materiële en aardse bestaan, zoals de vier windstreken en de vier seizoenen. Hiertegenover staat de driehoek die het goddelijke of hemelse voorstelt.